# Pietkowo
Pietkowo – wieś w Polsce położona w województwie podlaskim, w powiecie białostockim, w gminie Poświętne. Pierwsza wzmianka o wsi pochodzi z 1522 roku, kiedy to powstała parafia rzymskokatolicka.
W latach 1954-1959 wieś była siedzibą gromady Pietkowo, po jej zniesieniu w gromadzie Poświętne. W latach 1975–1998 miejscowość administracyjnie należała do województwa białostockiego.

## Kościół parafialny
Murowany kościół parafialny parafii rzymskokatolickiej został wybudowany w 1936 roku na miejsce barokowego kościoła drewnianego, strawionego pożarem w roku 1930. Kościół otoczony jest dekoracyjnym ceglanym murem.
Obecna parafia św. Anny, w strukturze kościoła rzymskokatolickiego, należy do metropolii białostockiej, diecezji łomżyńskiej, dekanatu Łapy.

## Plebania
Obok kościoła znajduje się zabytkowa, drewniana plebania z unikatowym pokryciem dachu wykonanym z łupków drzewnych. Wybudowana ok. 1762 r. staraniem dziedzica Pietkowa jako kolatora. Wpisana do rejestru zabytków. Obecnie ze względu na niewielką liczbę parafian, rezyduje w niej jedynie proboszcz.

## Cmentarz
Cmentarz parafii rzymskokatolickiej znajduje się na skraju wsi przy wyjeździe w kierunku Daniłowa Dużego. Został założony w XVIII wieku i ma powierzchnię 0,5 ha. Centralnym elementem cmentarza jest kamienny grobowiec hrabiów Starzeńskich. Oprócz tego znajduje się na nim kilka zabytkowych nagrobków z XIX wieku. Grobowiec hrabiów Starzeńskich  został odnowiony w 2013 roku ze środków Wojewódzkiego Konserwatora Zabytków w Białymstoku.

## Spichlerz
Spichlerz to duży, murowany z czerwonej cegły budynek stojący na skrzyżowaniu drogi wojewódzkiej nr 681 z Łap do Brańska z drogą z Daniłowa Dużego do Wilkowa Starego. Spichlerz jest obiektem zabytkowym (z 1890 roku), należącym niegdyś do zabudowań dworskich. Obecnie został zaadaptowany na klub z dyskoteką. Początkowo własność GS „Samopomoc Chłopska”, później prywatna. Klub ten pod nazwą „Perfekt”, był jednym z ważniejszych punktów podlaskiego „zagłębia” muzyki disco polo. Po zamknięciu w 2003 roku, zmianie właściciela i generalnym remoncie, klub otwarto ponownie 16 kwietnia 2006 pod nazwą „Euforia”.

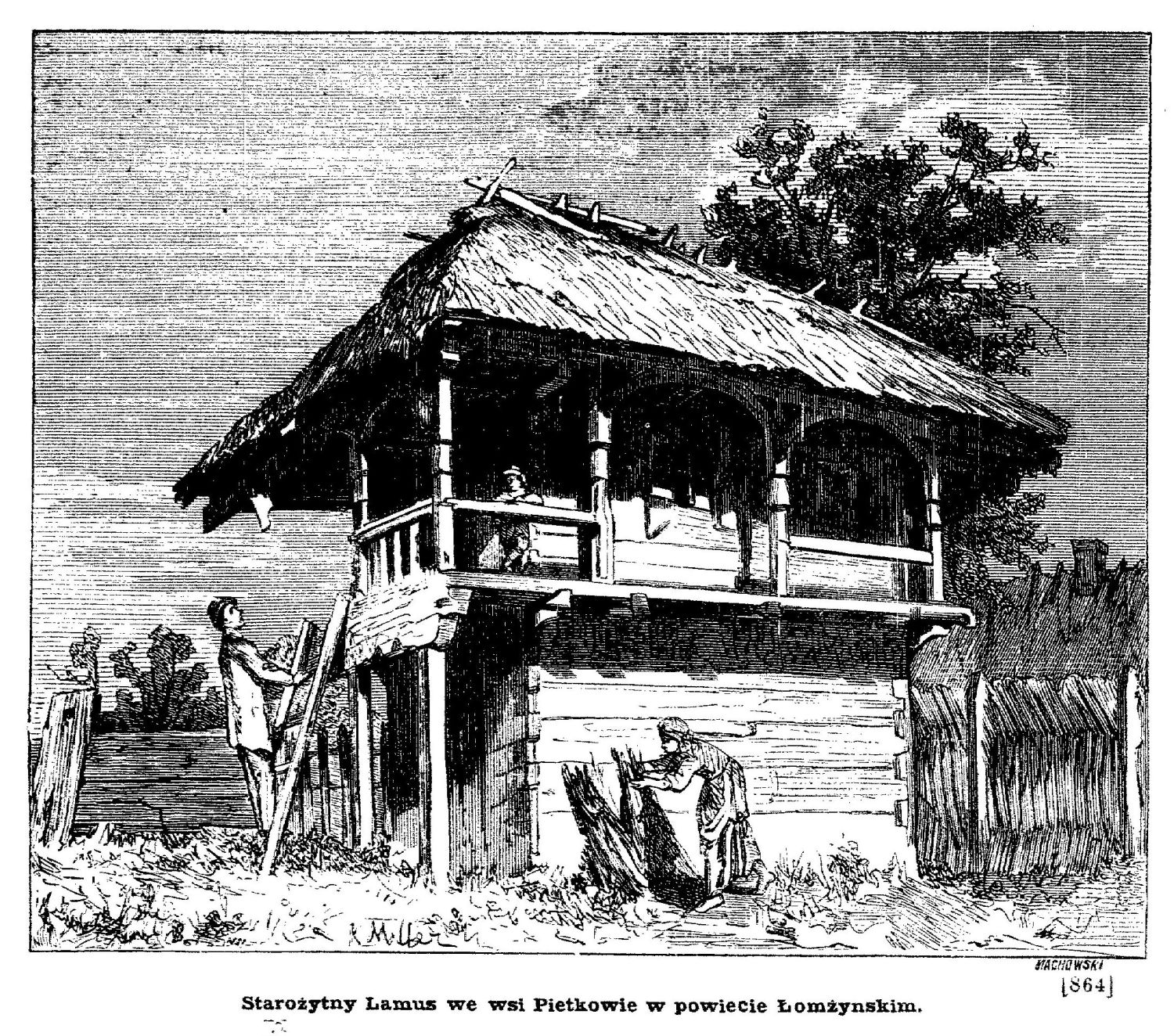
Nieistniejący lamus podworski z XVII w.

## Galeria

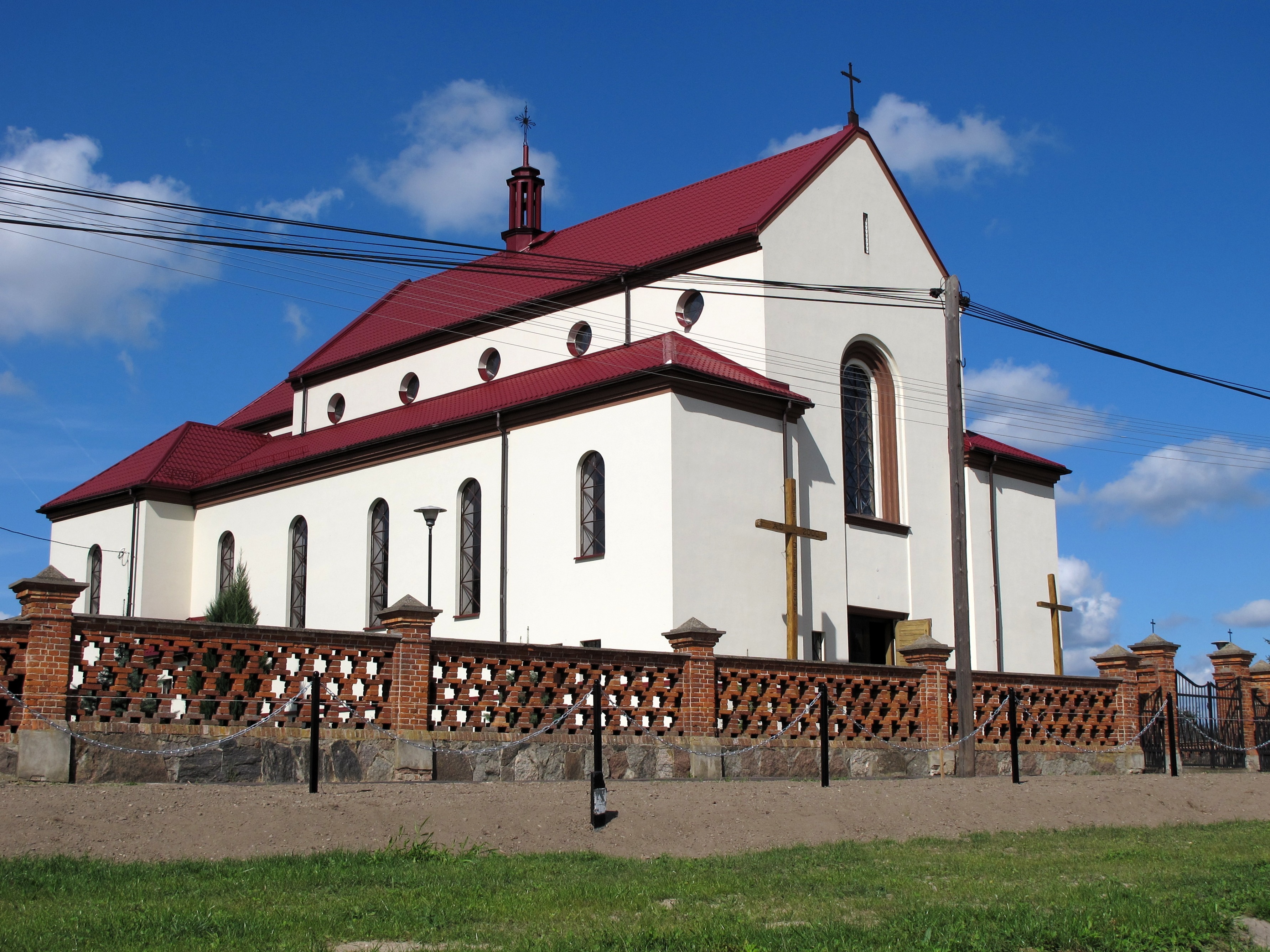
Kościół św. Anny
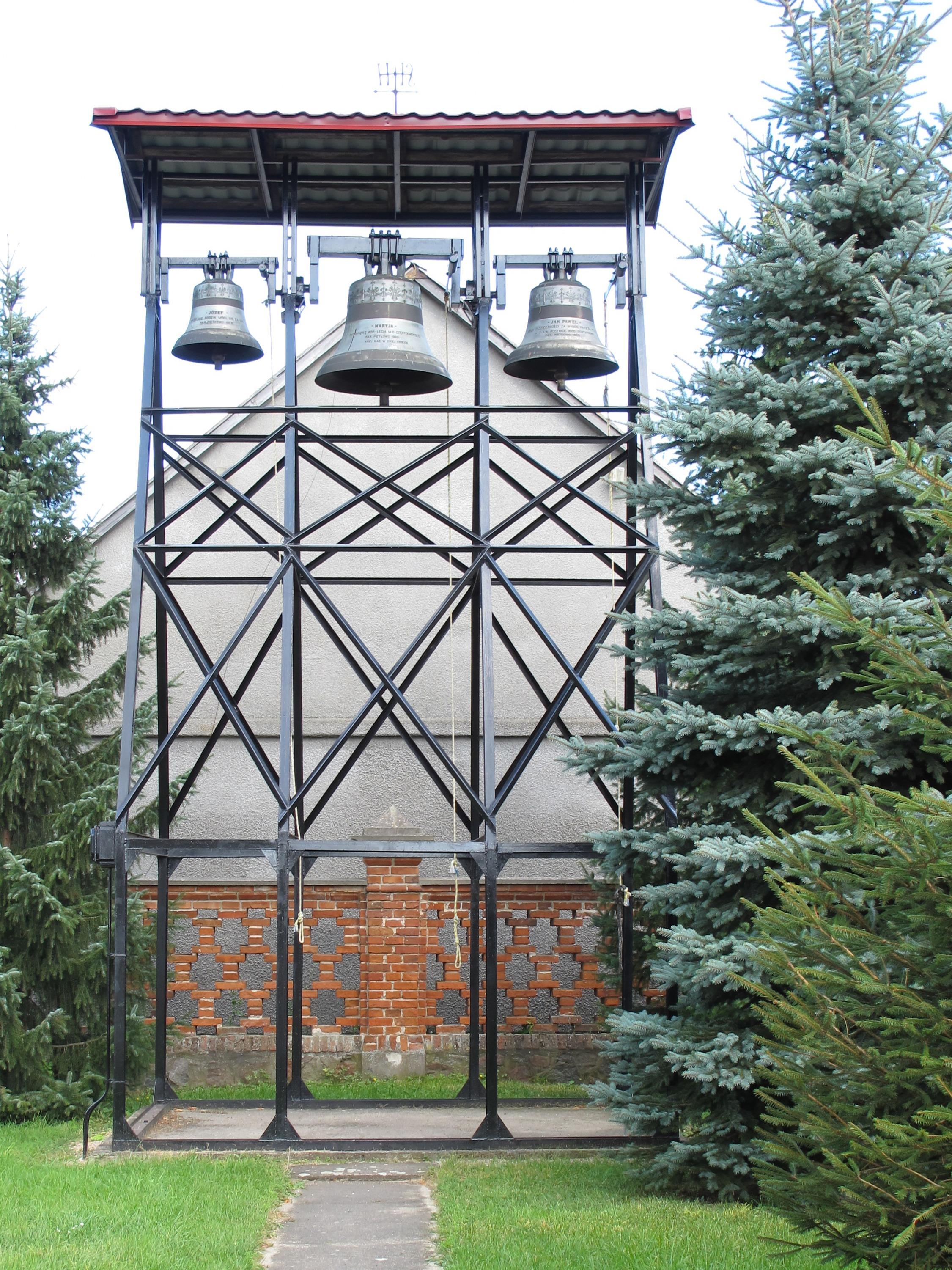
Dzwony przy kościele św. Anny
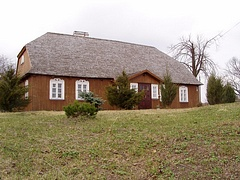
Plebania kościoła parafialnego w Pietkowie
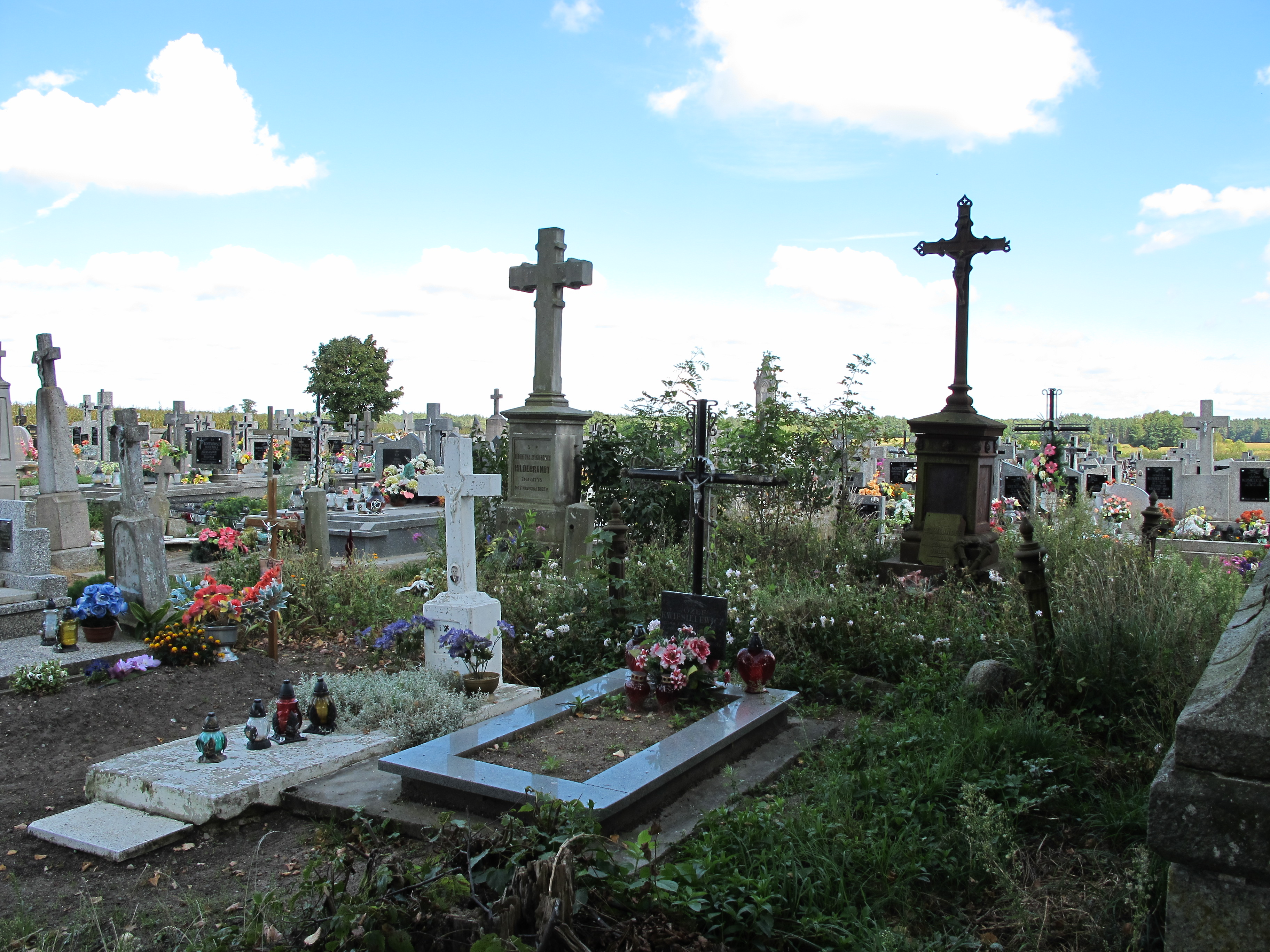
Zabytkowy cmentarz
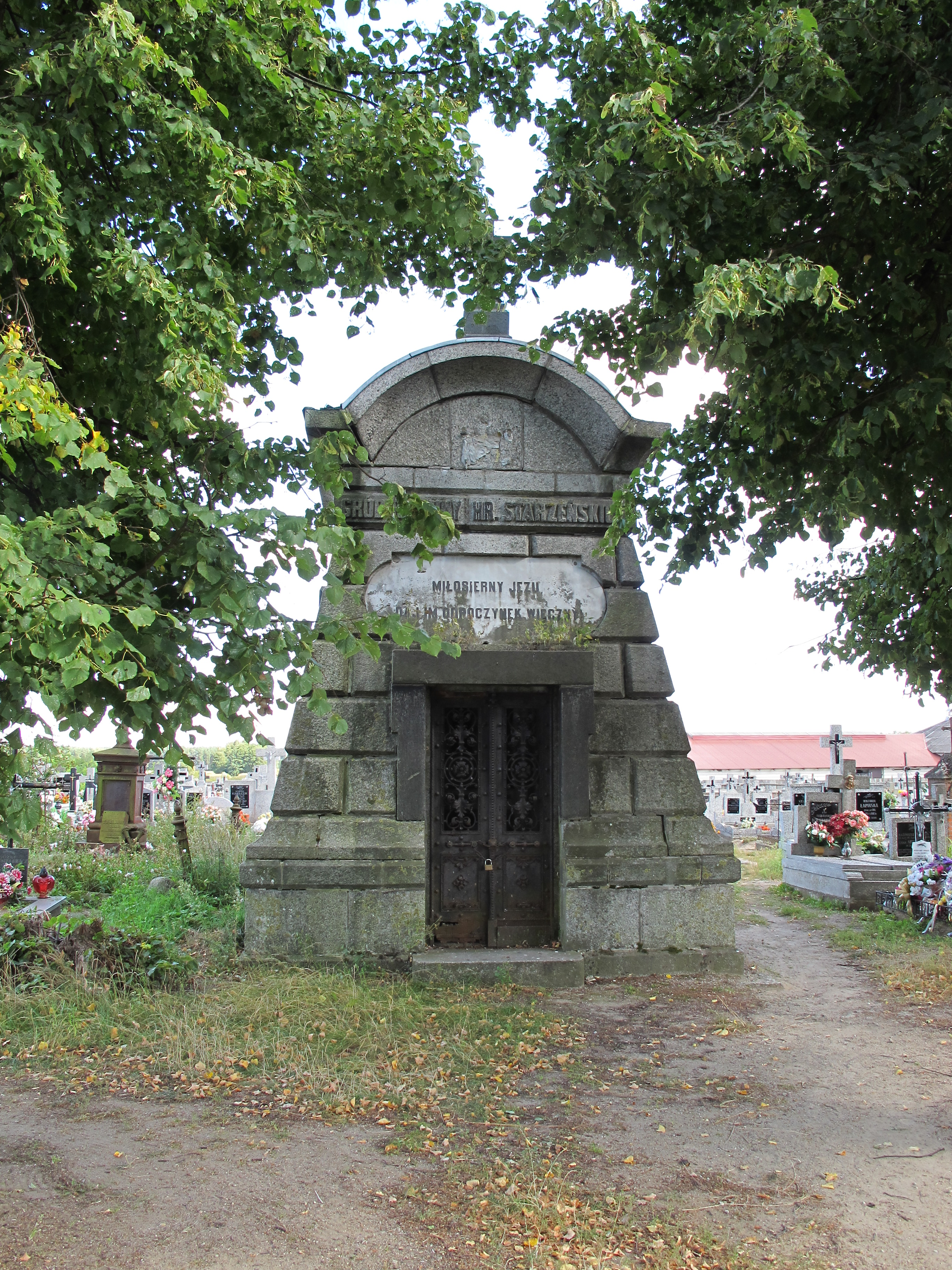
Kamienny grobowiec hrabiów Starzeńskich na cmentarzu
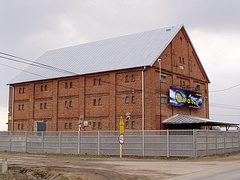
Spichlerz zbożowy mieszczący obecnie klub z dyskoteką